# والریو اسپادونی
والریو اسپادونی (انگلیسی: Valerio Spadoni؛ زادهٔ ۲۲ ژوئیهٔ ۱۹۵۰) بازیکن فوتبال اهل ایتالیا است.
از باشگاه‌هایی که در آن بازی کرده‌است می‌توان به باشگاه فوتبال آ.اس. رم و باشگاه فوتبال آتالانتا اشاره کرد.